# Alfonso de Ulloa
Alfonso de Ulloa (Cáceres, 1529 – Venecia, 1570) fue un traductor, editor e historiador, conocido como el “polígrafo español”. Fue una figura clave en la difusión de la cultura española en Italia.

## Biografía
Alfonso de Ulloa nació en Cáceres, según afirmó él mismo en su deposición judicial ante el Consejo de los Diez, durante su proceso y prisión en Venecia.
Hijo de una familia de hidalgos extremeños oriundos de Galicia, su padre se llamaba Francisco de Ulloa. Gracias a él, Alfonso de Ulloa tuvo una formación humanista sólida en algún colegio de Toledo. Según lo que Alfonso escribe en sus dedicatorias, el padre militó al lado del emperador Carlos V (1500-1558). Desapareció en una expedición por la costa del norte del Pacífico en 1540. Ulloa se quedó huérfano cuando era muy joven.
En 1546 se trasladó a Venecia. Allí sirvió como paje y después como escribiente de la embajada de Carlos V donde Diego Hurtado de Mendoza era el representante del emperador. Alfonso debió de frecuentar su casa y biblioteca conociendo —en este contexto— a varios personajes importantes de la época. Esto le permitió desarrollar su vocación de intelectual. Fue probablemente el flamenco Arnoldo Arlenio (bibliotecario de Mendoza) a dirigir el joven hacia sus primeros pasos literarios.
Su vida siguió siendo complicada. Fue acusado por el capitán Bustos de haber sido - con otras personas - espía de los franceses cuando se encontraba en casa de Mendoza. Juan de Mendoza quiso castigar el acto de espionaje. Como consecuencia, Ulloa tomó las armas bajo las órdenes de don Ferrante Gonzaga en el ataque de Colorno (1551).
En 1567 falsificó en un documento del Consejo de los Diez la orden para poder imprimir un libro en lengua hebrea. Descubierto el delito, fue condenado a muerte. Días después, la pena le fue conmutada por prisión hasta su muerte. Murió en la cárcel en 1570.

#### Papel del traductor
Alfonso de Ulloa tenía una idea muy precisa sobre la traducción y el papel del traductor. En España, hasta la mitad del siglo XVI, la traducción era una simple imitación del texto en lengua original. A partir de 1540, empezó a difundirse una corriente que otorgaba más libertad al traductor. Ulloa opinaba que la obra debía tener un papel divulgativo y comunicativo. Apoyando la reflexión de Garcilaso y Boscán, el traductor podía interpretar y cambiar la obra para restituir el verdadero sentido del texto en lengua original. Ulloa asumió el papel de traductor-curador que tenía que producir un texto que tuviera un propio valor intrínseco y que no fuera una mera imitación. Esta nueva actitud se percibe en los paratextos y en las glosas cuya función es explicar y justificar a los lectores las elecciones de traducción.

## Obras
A Ulloa se le atribuye la paternidad de Breve introducción para saber pronunciar la lengua castellana. Esta es una fiel traducción del primer proyecto de gramática española escrita por Francisco Delicado, Introducción que muestra el Delicado a pronunciar la lengua española, en la que Ulloa aportó algunos ajustes y añadió algunos ejemplos. Lo que aportó de inédito fue una comparación entre las dos lenguas sobre el plural de los sustantivos. Algunos ejemplos de corrección e integraciones son:
- La pronunciación de la letra X: en italiano se prefiere sustituir la X con doble S (SS), si la X está en el medio de la palabra, o con SCI si la X está al principio de la palabra;
- El plural de los sustantivos;
- La conjunción española Y corresponde a la italiana ET.[5]

Ulloa querría publicar una gramática española y estos son los primeros ejemplos de morfología para los italianos. Sin embargo, nunca llevó a cabo su proyecto.
La Breve introducción se encuentra en apéndice de distintos textos españoles de 1553 revisados por Ulloa y editados por Gabriel Giolito, por ejemplo, en las Obras de Boscán y Garcilaso, la Silva de varia lección de Pedro Mejía, la Questión de amor de dos enamorados y la traducción española del Orlando Furioso, obra de Jerónimo de Urrea.
En 1552 editó para los italianos La Celestina, La cárcel de Amor de Diego de San Pedro, los poemas de Garcilaso de la Vega y Boscán, La Diana de Montemayor, etc.
En el mismo año, publicó su primera obra conocida en la casa de Giolito y sus hermanos. Se trataba de una traducción al español de El Duello de Aldo Manucio. Con Giolito empezó una empresa editorial cuya especialidad era la publicación de obras españolas traducidas al italiano y viceversa. Su taller de imprenta ha sido una vía de comunicación de intercambio cultural entre Italia y España.
En 1560 publicó la más temprana autobiografía de Carlos V. Esta obra marcó su empeño propagandístico de la política carolina contra los enemigos protestantes y turcos.
Se le recuerda también como biógrafo. Redactó la vida de Ferrante Gonzaga bajo el mando del cual Ulloa sirvió como soldado a partir de 1550. Escribió esta biografía según el canon histórico-biográfico de la época: retratos de modelos, exaltación del individuo y de la honra.